# Yuriko Yoshitaka
Yuriko Yoshitaka (jap. 吉高由里子 Yoshitaka Yuriko; ur. 22 lipca 1988) – japońska aktorka filmowa i telewizyjna. 

## Filmografia

### TV dramy
- 2003: Honto ni atta kowai hanashi jako Moe Yasuda
- 2008: Ashita no Kita Yoshio jako Shinobu Yoimachi
- 2010: Mioka jako Mioka Minegishi
- 2011: Watashi ga ren'ai dekinai riyū (jap. 私が恋愛できない理由) jako Saki Ogura
- 2012: Vampire Prosecutor (kor.: 뱀파이어 검사, Baempaieo geomsa) jako Luna Yukiko
- 2013: Galileo jako Misa Kishitani

### Film
- 2005: Noriko no shokutaku (jap. 紀子の食卓) jako Yuka Shimabara
- 2008: Hebi ni piasu (jap. 蛇にピアス) jako Louis / Lui Nakazawa
- 2010: Subete wa umi ni naru jako Shizuko Kunuki
- 2012: Bokura ga ita jako Nanami Takahashi

## Nagrody i nominacje
| Rok  | Ceremonia                                                                   | Nagroda                | Za co                                 | Wynik   | Źródło |
| ---- | --------------------------------------------------------------------------- | ---------------------- | ------------------------------------- | ------- | ------ |
| 2007 | Yokohama eigasai (ヨコハマ映画祭) (Yokohama Film Festival)                  | Najlepszy nowy aktor   | Noriko no shokutaku (jap. 紀子の食卓) | Wygrana | [ 1 ]  |
| 2008 | Nagroda Japońskiej Akademii Filmowej                                        | Najlepszy nowy aktor   | Hebi ni piasu (jap. 蛇にピアス)       | Wygrana | [ 2 ]  |
| 2009 | Nagroda Błękitnej Wstęgi                                                    | Najlepszy nowy aktor   | Hebi ni piasu (jap. 蛇にピアス)       | Wygrana | [ 3 ]  |
| 2009 | Nihon eiga hihyōka taishō (日本映画批評家大賞) (Japan Movie Critics Awards) | Najlepsza nowa aktorka | Hebi ni piasu (jap. 蛇にピアス)       | Wygrana | [ 4 ]  |